# Benzouh
Benzouh (în arabă بن الزوه) este o comună din provincia M'Sila, Algeria.
Populația comunei este de 5.636 de locuitori (2008).